# Idaea maisongrossei
Idaea maisongrossei là một loài bướm đêm trong họ Geometridae.